# Johan Eric Nordin i Sättna
Johan Eric Nordin (i riksdagen kallad Nordin i Sättna), född 5 april 1843 i Tynderö, död 13 juni 1912 i Stöde, var en svensk folkskollärare, organist och politiker (liberal).
Johan Eric Nordin, som kom från en bondesläkt, tog organistexamen 1860 och folkskollärarexamen 1862, varefter han var folkskollärare i Sättna 1862–1902. Han tjänstgjorde också i församlingen som klockare och organist, och var kommunalstämmans ordförande.
Han var riksdagsledamot i andra kammaren för Medelpads västra domsagas valkrets 1894–1908. I riksdagen anslöt han sig 1895 till det liberala Folkpartiet, som 1900 gick upp i Liberala samlingspartiet. Han var bland annat suppleant i lagutskottet 1903–1905 och ledamot i samma utskott 1906–1908. Som riksdagsman engagerade han sig bland annat för avskaffade tullar på spannmål och skrev 2 egna motioner bl.a. om bostadsförhållandena för fiskarebefolkningen vid Östersjön.